# Nicetas antonialis
Nicetas antonialis là một loài bướm đêm trong họ Noctuidae.